# Översvämningarna i Rumänien 2010
Översvämningarna i Rumänien 2010 (rumänska: Inundațiile din iunie 2010 din România) orsakades av de kraftiga stormar som från 21 juni ledde till svåra översvämningar runtom i Rumänien i slutet av juni-början av juli. Översvämningarna orsakade skador för motsvarande över 8 miljarder svenska kronor, enligt Rumäniens regering.
De nordöstra delarna, framför allt länet Suceava, drabbades hårdast.
Även Tjernivtsi oblast i Ukraina drabbades. Även Moldavien drabbades.
Den 29 juni var Siretflodens vallar, som skyddade staden Şendreni, nära att brista.

### Fotnoter
1. ↑  ”Svåra översvämningar i Rumänien”. Sveriges Television. 5 juli 2010. http://www.svt.se/nyheter/utrikes/svara-oversvamningar-i-rumanien. Läst 10 augusti 2015.
2. ↑  ”Miljardnota för rumänsk översvämning”. Dagens nyheter. 12 augusti 2010. http://www.dn.se/nyheter/varlden/miljardnota-for-rumansk-oversvamning/. Läst 10 augusti 2015.
3. ↑  ”Rain and severe floods kill at least 20 in Romania” (på engelska). BBC. 30 juni 2015. http://news.bbc.co.uk/2/hi/world/europe/10465678.stm. Läst 10 augusti 2015.
4. ↑  ”Floods, rains kill 21 in eastern Romania” (på engelska). Reuters. 29 juni 2010. Arkiverad från originalet den 31 januari 2016. https://web.archive.org/web/20160131094935/http://uk.reuters.com/article/idUKLDE65S1CB._CH_.2420. Läst 10 augusti 2015.
5. ↑  ”Chernivtsi region partially flooded after heavy rains” (på engelska). Kyiv Post. 27 juni 2010. http://www.kyivpost.com/content/ukraine/chernivtsi-region-partialy-flooded-after-heavy-rai-71149.html. Läst 10 augusti 2015.
6. ↑  ”Russia to deliver 70 tonnes of humanitarian aid to Ukraine” (på engelska). Kyiv Post. 30 juni 2010. http://www.kyivpost.com/content/ukraine/russia-to-deliver-70-tonnes-of-humanitarian-aid-to-71510.html. Läst 10 augusti 2015.
7. ↑  ”Apele au devastat Moldova. Meteorologii au emis cod galben de inundaţii VIDEO”. Realitatea. 30 juni 2015. http://www.realitatea.net/apele-au-devastat-moldova--meteorologii-au-emis-un-nou-cod-galben-de-inundatii-video_720859.html. Läst 10 augusti 2015.
8. ↑  Romania floods kill 21 Arkiverad 3 juli 2010 hämtat från the Wayback Machine.